# 경주월드
경주월드(영어: Gyeongju World)는 경상북도 경주시 천군동에 위치한 테마파크이다. 1985년 5월 2일 도투락월드로 개장했으며 1991년 10월부로 경주월드로 명칭이 바뀌었다. 이 테마파크의 옆에 위치한 워터파크는 캘리포니아비치로 지난 2008년 6월에 개장한 워터파크이다.
30여개의 놀이기구를 운영하고 있는 테마파크 '경주월드 어뮤즈먼트'와 워터파크 '캘리포니아 비치', 눈썰매장 '스노우파크'로 이루어져 있다.

## 연혁
- 1985년 5월 2일: 도투락월드로 개장
- 1986년 3월 2일~2022년 8월: 서라벌관람차 운영 및 2023년 11월 9일 철거
- 1987년 3월~2014년 7월: 서라벌청소년수련원 운영 및 8월 철거
- 1989년 4월 1일: 레스토랑 개점
- 1991년 1월 3일~2016년 2월: 스페이스 2000 운영 및 폐장
- 1991년 3월 15일: 급류타기 개장
- 1991년 7월 1일~2023년 7월 30일: 비룡열차 운영 및 8월 5일 철거
- 1991년 10월 2일: 경주월드로 명칭 변경[주 1]
- 1994년 12월 3일: 눈썰매장 개장
- 1996년 12월 1일: 스키썰매장 개장
- 2001년 2월 5일: 그랜드캐년 대탐험 개장
- 2001년 4월 3일: 엑스존 개장
- 2001년 9월 5일: 토네이도 개장
- 2003년 2월 2일~2025년 5월 1일: 메가드롭 운영 및 폐장
- 2006년 10월 1일~2015년 8월: 스페이스 투어 운영 및 폐장
- 2007년 3월 1일: 가족열차 개장
- 2007년 5월 5일: 파에톤 개장
- 2008년 6월 1일: 워터파크 부분인 캘리포니아비치 개장
- 2010년 5월 1일: 위자드가든 개장
- 2011년 7월 2일: 캘리포니아 비치의 더블익스트림 개장
- 2012년 6월: 섬머린 스플래쉬 개장
- 2012년 11월 13일: 눈썰매장 개장
- 2014년 4월 30일: 킹바이킹 개장
- 2015년 5월 4일: 바자지구 리모델링 마치고 개장
- 2016년 5월 3일: 에어벌룬, 바운스 스핀 개장
- 2016년 12월 2일: 스노우파크 개장
- 2017년 4월 29일: 드래곤 레이스 개장
- 2017년 11월 30일: 댄싱컵 개장
- 2017년 12월 23일: 크라크 개장
- 2018년 5월 1일: 드라켄, 드라켄 밸리 개장
- 2020년 3월 1일: 슬로프와 눈마을 개장
- 2021년 10월 9일: 발키리 개장
- 2023년 11월 4일: 매직바이크 개장
- 2024년 10월 9일: 위자드 레이스 개장
- 2024년 11월 10일: 미로탐험 폐장
- 2024년 11월 30일: 스콜 & 하티 개장
- 2025년 1월 10일: 카니발게임장 오픈
- 2025년 6월 28일: 신규 놀이기구 타임 라이더 개장

## 경주월드 어뮤즈먼트
1985년 5월 2일에 개장한 테마파크로, 다양한 테마 구역이 존재한다.

### X-Zone
강한 스릴의 놀이기구들이 모여 있는 구역이다.

##### 파에톤
- 국내 유일의 인버티드 롤러코스터. 그리스 신화 이야기 중 파에톤을 테마로 하며, 그에 맞게 승물, 시설 진입통로, 승강장들이 사실적으로 꾸며져 있다.
- 4명이 나란히 앉아 총 32명이 탈 수 있다. 신장 제한은 145cm.

##### 토네이도
- 프리스비 기종으로 좌우 약 115도 각도를 왕복하며, 승물의 회전이 추가되어 강한 스릴이 만들어진다. 145cm 신장 제한이 있으며, 탑승 인원은 24명.

##### 그랜드캐니언 대탐험
- 리버 래피드 기종으로 물결을 타고 출렁거리며 스릴을 즐길 수 있다. 120cm 신장 제한이 있으며, 탑승 인원은 8명.

### 드라켄밸리
2018년 5월 1일 개장한 대규모 테마 구역. 북유럽 신화를 테마로 하며, '아스가르드', '미드가르드', '니플헤임' 3개의 구역으로 이루어져있다. 총 투자 금액이 400억원에 달한다. 면적은 80,000km.

#### 아스가르드
드라켄밸리의 초입에 위치하며, 북유럽 신화를 배경으로 한 '신들의 세계'란 테마를 가지고 있는 구역이다.

##### 발키리
- 패밀리코스터이자 셔틀 코스터로, 정주행과 역주행을 동시에 한다. 2021년 10월 9일에 개장하였다.
- 경주월드 공식 홈페이지 설명에 의하면 '흙의 보물'이 숨겨진 곳이란 설정을 가지고 있다.
- 120cm 신장 제한[주 2]이 있으며, 탑승 인원은 20명.

#### 미드가르드
겨울 마법에 걸려 눈이 쌓인 '인간 세계'란 테마를 가지고 있는 구역이다.

##### 크라크
- 프리스비 기종. 360도로 회전하여 매우 강한 스릴을 만들어 낸다.
- 경주월드 공식 홈페이지 설명에 의하면 '불의 보물'이 숨겨진 곳이란 설정을 가지고 있다.
- 135cm 신장 제한이 있으며, 탑승 인원은 30명.
- 2017년 12월 23일 '나 혼자 산다'에 출연된 적이 있다.[2]

##### 드래곤레이스
- 구조물이 회전목마처럼 돌아감과 동시에 승물이 360도 회전을 하여 강한 스릴을 만들어낸다.
- 경주월드 공식 홈페이지 설명에 의하면 '바람의 보물'이 숨겨진 곳이란 설정을 가지고 있다.
- 120cm 신장 제한이 있으며, 탑승 인원은 24명.
- 2017년 4월 29일 '나 혼자 산다'에 출연된 적이 있다.[2]

또한 눈썰매장인 '스노우파크'가 위치하고 있다. 스노우파크는 '물의 보물'이 숨겨진 곳으로 설정되어 있다. 눈썰매는 플라스틱형 썰매와 튜브 썰매가 비치되어 있다. 스노우파크의 시설은 아래와 같다.

##### 바나헤임
- 전용 리프트가 설치되어 있는 긴 썰매장이다. 연장 250m.

##### 요툰헤임
- 성인 썰매장이다. 연장 130m.

##### 알프헤임
- 어린이 썰매장이다. 연장 70m.

##### 플리트비체
- 플리트비체는 눈 마을이란 뜻으로, 눈 놀이를 즐길 수 있는 공간이 마련되어 있다.

#### 니플헤임
신화 속의 악의 신들이 다스리던 '지하의 세계'란 테마를 가지고 있는 구역이다.

##### 드라켄
- 국내 유일의 다이브코스터.
- 경주월드 공식 홈페이지 설명에 의하면 '사랑의 보물'인 일명 '절대반지'가 숨겨진 곳이란 설정을 가지고 있다.
- 135cm 신장 제한이 있으며, 8명이 나란히 탑승하여 총 24명이 탑승할 수 있다.
- 2018년 5월 1일 '나 혼자 산다'에 출연된 적이 있다.[2]

##### 스콜앤하티
- 2024년 11월 30일에 개장한 아시아 유일의 싱글레일코스터. 미국의 롤러코스터 제작사인 RMC에서 제작했다.
- 경주월드 공식 홈페이지 설명에 의하면, 5가지 보물을 모은 피터가 오딘에게 돌아가던 길에, 피터가 가진 보물들을 빼앗으려고 하던 스콜과 하티를 조우, 이에 맞선단 설정을 가지고 있다.[3]
- 125cm 신장 제한이 있으며, 탑승 인원은 10명.

### 위자드가든
마법사 테마의 키즈존이다. 8개의 놀이 시설, 소무대, 애니매트로닉스 시설 등으로 구성되어 있다.

##### 페기의 캐로셀
- 100cm 신장 제한[주 3]이 있으며, 탑승 인원은 38명이다.

##### 부기의 문라이트세일
- 120cm 신장 제한[주 4]이 있으며, 탑승 인원은 40명이다.

##### 스와니의 클라우드라이드
- 120cm 신장 제한[주 2]이 있으며, 탑승 인원은 30명이다.

##### 드롤의 위자드트레인
- 80~120cm 신장 제한이 있으며, 탑승 인원은 14명이다.

##### 스파키의 매직카
- 80~120cm 신장 제한이 있으며, 탑승 인원은 45명이다.

##### 위자드 레이스
- 패밀리 코스터이다. 105cm 신장 제한[주 5]이 있으며, 탑승 인원은 20명이다.

##### 트리키리키의 볼하우스
- 공을 가지고 놀 수 있는 실내 놀이시설이다. 105~130cm 신장 제한[주 6]이 있으며, 탑승(입장) 가능 인원은 최대 60명이다.

### 스페이스 시티
우주 테마 구역이다.

##### 범퍼카
- 125cm 신장 제한[주 7]이 있으며, 탑승 인원은 30명이다.

### 패밀리 어트랙션

##### 킹 바이킹
- 120cm 신장 제한이 있으며, 탑승 인원은 60명이다.

##### 패밀리 바이킹
- 110cm 신장 제한[주 2]이 있으며, 탑승 인원은 33명이다.

##### 에어벌룬
- 110cm 신장 제한[주 3]이 있으며, 탑승 인원은 32명이다.

##### 바운스스핀
- 110cm 신장 제한[주 3]이 있으며, 탑승 인원은 24명이다.

##### 급류타기
- 110cm 신장 제한[주 2]이 있으며, 탑승 인원은 4명이다.

##### 가족열차
- 110cm 신장 제한[주 3]이 있으며, 탑승 인원은 36명이다.

##### 섬머린 스플래쉬
- 130cm 신장 제한이 있으며, 탑승 인원은 20명이다.

##### 댄싱컵
- 120cm 신장 제한[주 4]이 있으며, 탑승 인원은 36명이다.

##### 매직바이크
- 120cm 신장 제한[주 4]이 있으며, 탑승 인원은 20명이다.

## 캘리포니아 비치
2008년 6월 21일에 개장한 워터파크.

### 어드벤쳐
- 산타모니카비치
- 웨이브캐년
- 페블비치
- 스플래쉬 어드벤쳐
- 레저풀

### 익스트림
- 섬머린 스플래쉬
- 더블익스트림
- 엑스
- 와이프아웃
- 터보트위스트
- 트리플다운1
- 트리플다운2
- 트리플다운3

## 과거에 존재했던 어트랙션

#### 스페이스2000
- 2016년 운행이 종료된 스틸 롤러코스터. 120cm 신장 제한이 존재했으며, 탑승 인원은 24명이었다.

#### 문어댄스
- 110cm 신장 제한이 존재했으며, 탑승 인원은 30명이었다.

#### 슈퍼스윙
- 130cm 신장 제한이 존재했으며, 탑승 인원은 48명이었다.

#### 타가디스코
- 150cm 신장 제한이 존재했으며, 탑승 인원은 40명이었다.

#### 고스트하우스
- 귀신의 집. 100cm 신장 제한이 존재했다.

#### 서라벌관람차
- 2022년 8월에 운행이 종료된 대관람차. 100cm 신장 제한이 존재했으며, 탑승 인원은 88명이었다.
- 경주월드 개원 40주년을 기념하여 캐빈이 좌우로 흔들린단 '코스터휠'인 '타임 라이더'가 서라벌관람차가 철거된 이후 2년 11개월 만에 타임 라이더으로 개장되었다.

#### 비룡열차
- 2023년 7월 30일에 운행이 종료된 패밀리 코스터이자 파워드 코스터. 110cm 신장 제한이 존재했으며, 탑승 인원은 20명이었다.
- 2024년 10월 9일에 같은 자리에 위자드 레이스가 오픈했다.

#### 미로탐험
- 2024년 11월 10일에 운행이 종료된 펀하우스. 120cm 신장 제한이 존재했으며, 탑승 인원은 80명이었다.

#### 글린다의 매직펌킨
- 90cm 신장 제한이 존재했으며, 탑승 인원은 24명이었다.
- 2024년 11월 9일 탑승물이 한쪽으로 기울어지면서 추락 사고가 발생했으며[4][5], 이 사고 이후 잠정 운행중지에 돌입했다가 동년 12월 기준 완전히 철거되어 사라졌다.

#### 메가드롭
- 140cm 신장 제한이 존재했으며, 탑승 인원은 20명이었다.
- 드롭 타워 기종으로 60m[6] 높이에서 한번에 자유낙하로 떨어진다. 타워의 전체 높이는 75m. 최고 중력가속도는 4.2G에 달했다.

## 관련 시설

### 서라벌청소년수련원
1985년 5월 2일에 청소년 캠프 시설인 유스호스텔 서라벌청소년수련원을 개장했으나 2014년 7월 노후로 인해 철거, 현재는 새로운 공원 시설이 확장된 상태다.

## 입장객
1980년대부터 1990년대 초반까지는 입장객 수가 크게 증가하며 호황을 누렸다.
1990년대 중후반 대구에 우방타워랜드(現 이월드)가 문을 열면서, 에버랜드와 롯데월드 등 수도권 대형 테마파크와의 경쟁에서 점차 열세를 보이게 되었다.
2000년대 들어 점차 회복세를 보이기 시작하였으며, 2018년에는 드라켄의 도입으로 입장객 수가 다시 증가하는 양상을 나타내었다.

## 방송 출연
- MBC 《나 혼자 산다》 255회 방송분
- MBC 《궁민남편》 10회 방송분
- SBS 《런닝맨》 52회 방송분

### 내용주
1. ↑  (주)도투락 양도한 뒤, 삼봉개발 소유자로 변경.
2. 1 2 3 4  100cm 이상은 보호자와 동승해서 탈 수 있다.
3. 1 2 3 4  그 미만은 보호자와 동승해서 탈 수 있다.
4. 1 2 3  90cm 이상은 보호자와 동승해서 탈 수 있다.
5. ↑  95cm 이상은 보호자와 동승해서 탈 수 있다.
6. ↑  105cm 미만은 보호자와 동반해서 이용할 수 있다.
7. ↑  110cm 이상은 보호자와 동승해서 탈 수 있다.

### 참조주
1. ↑  “경주월드, 400억원 투입 드라켄밸리 오픈”. 《일간스포츠》.
2. 1 2 3  나 혼자 산다 255회 방송분
3. ↑  “드라켄밸리 스토리”. 《드라켄밸리 홈페이지》.
4. ↑  “경주월드 어린이 놀이기구 추락사고...인명피해는 없어”. 《조선일보》.
5. ↑  “경주월드서 놀이기구 추락 '아찔'… 안전불감증 심각, 재발방지 대책 마련 시급”. 《세계일보》.
6. ↑  https://www.fabbrigroup.com/thrill-rides/scary-drop/scary-drop-60/